# Gyékényes
Gyékényes község Somogy vármegyében, a Csurgói járásban.

## Fekvése
A horvát határ közvetlen közelében fekszik, néhány kilométerre a Dráva folyásától. Közúton északkeleti irányból, Csurgó felől, Porrogszentkirály érintésével a 6808-as úton érhető el, Nagykanizsa irányából pedig a 6804-es út vezet idáig.
A település nevét viselő Gyékényes vasútállomás a Dél-Dunántúl fontos vasúti csomópontja és határállomása Horvátország felé. Három magyarországi vasútvonal is találkozik itt, a 30-as számú Budapest–Murakeresztúr-vasútvonal, a 41-es számú Dombóvár–Gyékényes-vasútvonal és a 60-as számú Gyékényes–Pécs-vasútvonal, illetve itt lépik át az országhatárt a Budapestet Zágrábbal és Fiumével összekötő vonatok is. Az állomás maga egyébként nem Gyékényesen, hanem a szomszédos Zákány közigazgatási területén található.

## Története
Gyékényes és környéke már a Római Birodalom idején is lakott hely volt, amit az 1971-es ásatásokon előkerült római korból származó leletek is bizonyítanak.
Első ismert birtokosai a Geregye nemzetségbeli Écs és fia, Pál országbíró voltak, akinek öröklött birtokai voltak Vas vármegyében, a Sár-folyó mellett, a mai Zalaegerszeg környékére eső Egerváron, Fancsikán, Középfaluban, köztük Gyékényesen is, melyeket Pál országbíró 1255-ben rokonával, I. Geregye fia Barnabással cserélt el annak Berettyó-menti, Bihar vármegyei Micske, Poklostelek (Vámos-), Láz, Sáncz és Dénes birtokaiért az ő Zalaegerszeg közelében fekvő Fancsika (Nagyfaludi puszta), Középfalu, Gyékényes, Pincze és Pózva (Pazuba) falvakba eső részeiért.
1380-ban Gykynes alakban írva említették. Tulajdonosai ekkor egymást váltó birtokos családok voltak: 1446-ban a Marczali család leszármazottai, majd Zákányi László leányai birtokában volt. 1489-ben Szerdahelyi István birtoka lett, majd a Báthoriak kapták meg az itteni földeket. 1598-1599 között Nádasdy Ferenc birtoka volt. , majd 1600-ban Kanizsa eleste után, török kézre került a település. Visszafoglalása után 1677-ben Széchényi György kalocsai érseké lett.
Az 1945-öt megelőző 110 évben a Zichyek birtokolták.
A községben 2007-ben 986 fő élt és összesen 467 lakás volt.

## Közélete

### Polgármesterei
- 1990–1994: Csordás József (független)[4]
- 1994–1998: Csordás József (független)[5]
- 1998–2002: Csordás József (független)[6]
- 2002–2006: Csordás József (független)[7]
- 2006–2010: Csordás József (független)[8]
- 2010–2014: Kisiván István (független)[9]
- 2014-2019: Kisiván István (független)[10]
- 2019-2024: Teszlákné Navracsics Nikoletta (független)[11]
- 2024- : Gergelics Sándor (független)[1]

## Népesség
A település népességének változása:
| Lakosok száma | 988  | 986  | 1003 | 1023 | 920  | 981  | 980  |
|               | 2013 | 2014 | 2015 | 2021 | 2022 | 2023 | 2024 |

A 2011-es népszámlálás során a lakosok 89,9%-a magyarnak, 6,3% cigánynak, 0,4% horvátnak, 1,5% németnek mondta magát (9,6% nem nyilatkozott; a kettős identitások miatt a végösszeg nagyobb lehet 100%-nál). A vallási megoszlás a következő volt: római katolikus 62,4%, református 2,4%, evangélikus 13,8%, görögkatolikus 0,3%, felekezet nélküli 6,6% (14,2% nem nyilatkozott).
2022-ben a lakosság 90,5%-a vallotta magát magyarnak, 6,4% cigánynak, 3,5% németnek, 0,2% horvátnak, 0,9% egyéb, nem hazai nemzetiségűnek (7,4% nem nyilatkozott; a kettős identitások miatt a végösszeg nagyobb lehet 100%-nál). Vallásuk szerint 47,5% volt római katolikus, 12% evangélikus, 2,1% református, 0,2% görög katolikus, 0,2% egyéb keresztény, 2% egyéb katolikus, 7,6% felekezeten kívüli (28,5% nem válaszolt).

## Nevezetességei
A település legnagyobb nevezetességét a kavicsbányatavak jelentik, köztük a Kotró, ami 2011-ben megkapta az Örökségünk – Somogyország Kincse kitüntető címet is. A kavicsbányák 1920 óta működnek, a bányatavak vize pedig olyan tiszta, hogy a Kotró sokáig a megye ivóvíztartalékának számított. A látótávolság a víz alatt akár a 3–8 métert is elérheti. A mély tavakban (a kitermelés közelében a 30 métert is megközelíti a mélység) búváriskola is működik, de a horgászok is kedvelik.

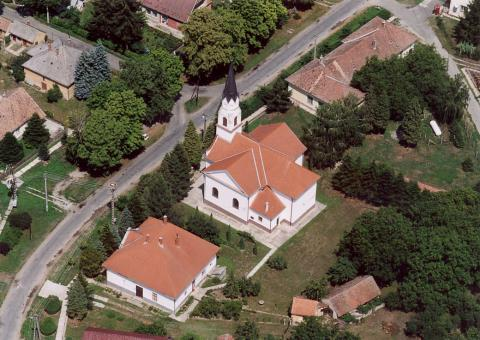
Légi felvétel Gyékényesről
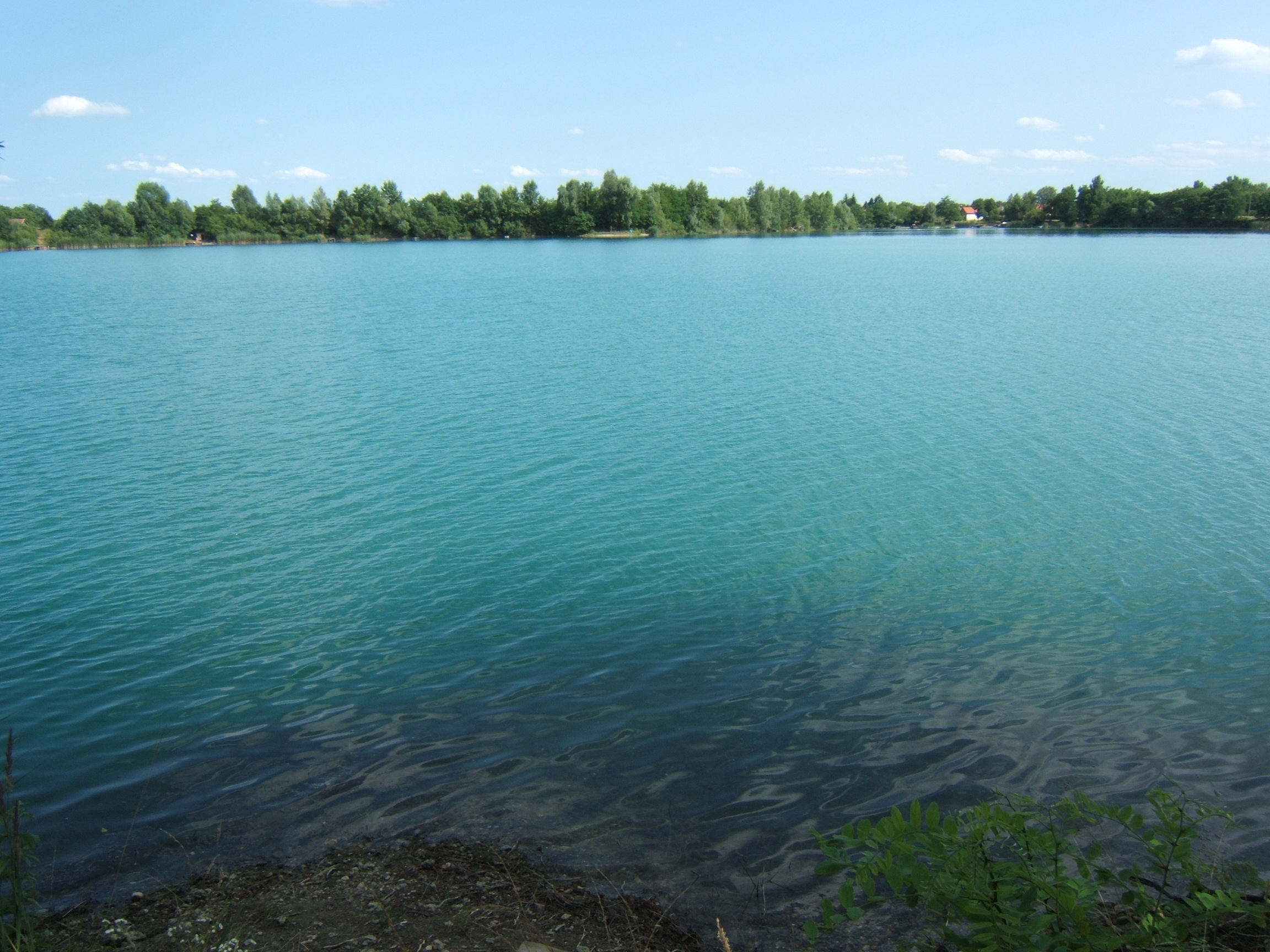
Az igen tiszta vizű kavicsbányató, a Kotró